# Mizuno Hikaru
Mizuno Hikaru (水野 輝 Mizuno Hikaru, sinh ngày 2 tháng 8 năm 1991) là một cầu thủ bóng đá người Nhật Bản. Anh thi đấu cho Boeung Ket ở Giải bóng đá vô địch quốc gia Campuchia.

## Danh hiệu

### Câu lạc bộ
Boeung Ket
- Giải bóng đá vô địch quốc gia Campuchia: 2017